# Ильинская церковь (Владикавказ)

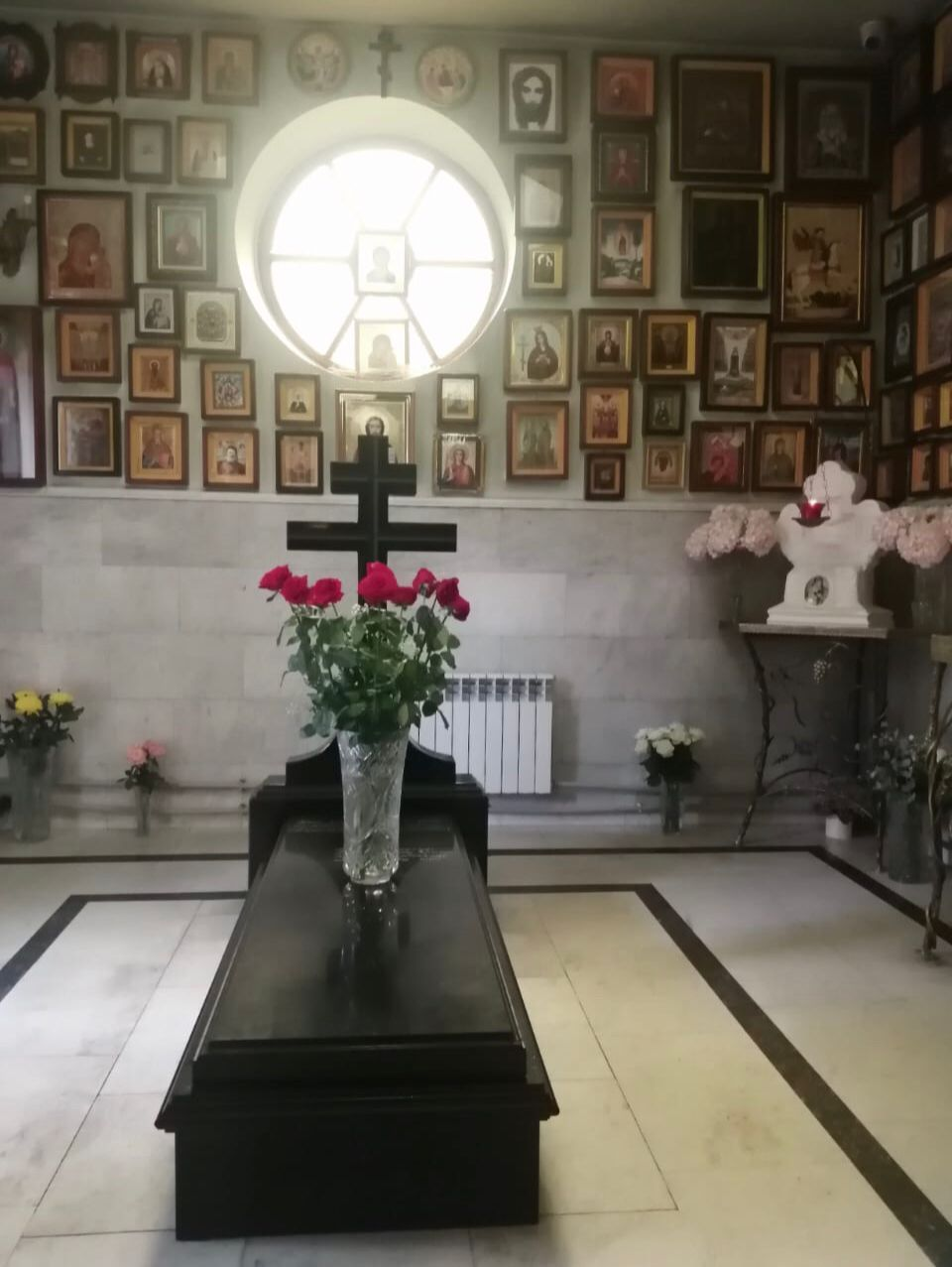
Могила старицы Анастасии Андреевой в часовне в ограде Ильинского храма. Справа на фото крест, первоначально установленный на могиле покровительницы Владикавказа

Церковь пророка Божия Илии на Мещанском кладбище (осет. Сыгъдаг Илиайы аргъуан) — православный храм во Владикавказе. Расположен на Мещанском кладбище. Памятник архитектуры, выявленный объект культурного наследия России и культурного наследия Северной Осетии. С 1940-х годов по 2004 год являлся административным и фактическим центром православия в Осетии.

## История
Строительство часовни пророка Илии на Мещанском кладбище началось в 1888 году и длилось семь лет. Часовня была приписана к Константино-Еленинскому храму (иконостас этого храма и поныне находится в Ильинской церкви). Руководил строительством настоятель Константино-Еленинской церкви священник Василий Жуков.
В июле 1895 года городской инженер Федор Ковалев объявил о завершении строительства часовни и 11 августа епископ Владикавказский и Моздокский Владимир (Синьковский) благословил совершить освящение.
После закрытия большинства церквей во Владикавказе часовню не постигла участь остальных храмов из за отдалённости от центра города,  таким образом оставалась единственным приходом для православных верующих. Сохранились сведения что приход собирал средства во время Второй мировой войны помощь Красной Армии. На основании решения Совета по делам РПЦ при Совете Министров СССР 25.09.48 г. было выдано разрешение произвести перестройку часовни в настоящий храм. Реставрация была осуществлена трудами благочинного Северной Осетии, митрофорного протоиерея Григория (Гончарова). Церковный приход был зарегистрирован.
Имеет один придел в честь Святителя Николая Чудотворца. До 2007 года храм был соборным Ставропольской и Владикавказской епархии.

## Значимые объекты
Святыни храма
- В храме пребывает список чудотворной Моздокской иконы Божией Матери.
- В ограде храма находится часовня местночтимой старицы Анастасии (Андреевой). Памятник истории, объект культурного наследия.

Другие объекты
- В ограде Церкви так же располагается памятник Сека Гадиеву — просветителю Осетии.
- Могила главного архитектора Терской области Павла Шмидта.
- Василий Панкратов — заведующий городским приходским училищем.
- Григорий Николаевич Антиох-Вербицкий — известный местный врач.
- Иван Георгиевич Гурбанов — заслуженный врач.
- множество священников: Николай Степанов, Александр Райнов, и другие.
- несколько монахинь.
- множество грузинских, греческих, осетинских могил, в основном русские могилы.
- последнее захоронение прихожанка храма, Любовь в 2000-х годах.

## Настоятели
- Протоиерей Григорий (Гончаров) (1948 — 1969)
- Архимандрит Александр (Ищеин) (? — 1995)
- Архимандрит Антоний (Данилов) (1997—1998)
- Протоиерей Владимир Самойленко (1998—2010)
- Протоиерей Василий Шауэрман (2010-2018)
- Протоиерей  Евгений Попович (с 2018)

## Клир
- Протоиерей Евгений Попович — настоятель
- Протоиерей Леонид Болтенков
- Иерей Борис Рейхерт
- Протоиерей Артемий Эмке
- Диакон  Игорь  Кудзаев

## Интересные факты
Ильинская церковь не подвергалась гонениям со стороны государства, следовательно не закрывалась. В советское время была единственным православным приходом во Владикавказе. И до сих пор самый крупный приход в республике,
по воскресеньям совершаются 2 литургии в 6 30, в 9 часов. До 2007 года была Соборной церковью Ставропольской и Владикавказской епархии.

## Адрес
362008, Республика Северная Осетия — Алания, г. Владикавказ, ул. Дзержинского, 70. Тел. 8-8672-75-83-36, 75-02-33.